# Geoffroea decorticans
Espèce
Statut de conservation UICN

 LC  : Préoccupation mineure

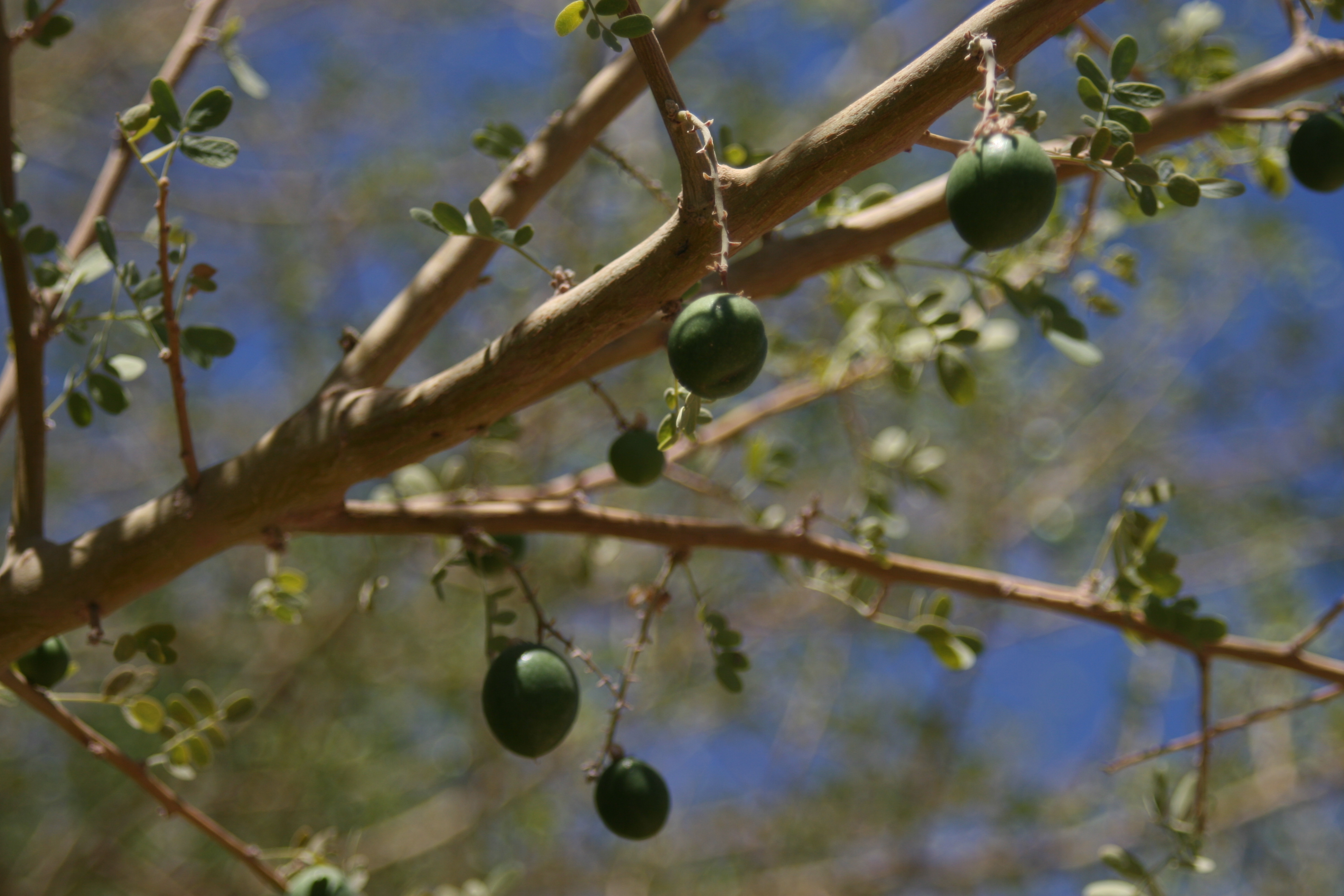
chanãr.

Geoffroea decorticans ou chagnard, en espagnol chañar, est une espèce plantes à fleurs de la famille des Fabacées (Papilionacées). C’est un arbre ou arbuste sud-américain à écorce jaunâtre, au bois moyennement dur et dense, bon pour faire de la charpente et du bois énergie (charbon de bois et bûches).

## Description
Son tronc est bien droit lorsqu'il pousse isolé, mais il a l'apparence d'un arbuste s'il croît dans les fourrés ou les bois. De 3 à 10 m de hauteur, avec un tronc qui peut atteindre 40 cm de diamètre, l'écorce se fend longitudinalement en failles irrégulières sous lesquelles apparaît la nouvelle écorce verte. Il a un abondant feuillage jaune-vert. Le tronc a une grosse écorce présentant une texture âpre.
Le ramage du chagnard est abondant et avec le feuillage donne une image arrondie de l'ensemble au sommet de l'arbre. Les fleurs ont des pétales pigmentés d'un jaune intense.

## Distribution
On le trouve dans les régions nord (de I à IV) du Chili, ainsi qu'en Argentine dans le Nord-ouest, région de Cuyo, provinces de Formosa, Chaco, Córdoba, La Pampa, Santa Fe, Corrientes, Entre Ríos, Buenos Aires, Río Negro, c'est-à-dire jusqu'au nord de le Patagonie argentine.
Dans la province de Tucumán il pousse dans les Parcs naturels du Chaco et de Monte.

## Observations
Il fleurit de septembre à octobre (printemps austral) et donne ses fruits de novembre à janvier (été austral). Le fruit est doux, comestible et charnu : il s'agit d'une drupe.